# Olešnice (okres Hradec Králové)
Obec Olešnice (německy Woleschnitz) se nachází v okrese Hradec Králové v Královéhradeckém kraji. Žije zde 380 obyvatel. Olešnice sousedí s Chlumcem nad Cidlinou. V obci se nachází Olešnický rybník o rozloze pět hektarů.

## Přírodní poměry
K severozápadnímu okraji vesnice zasahuje část přírodní památky Olešnice.

## Části obce
- Olešnice
- Levín